# 심장사상충
심장사상충(心臟絲狀蟲, 학명: Dirofilaria immitis)은 모기를 매개로 하여 전염되는 회충이다. 작은 실처럼 생긴 기생충이기 때문에 사상충이라고 불린다.  고유숙주는 개이지만, 고양이, 늑대, 코요테, 여우, 페럿, 바다사자, 아주 드물게도 특정상황에서는 사람에게도 감염된다.  이 기생충은 심장사상충이라고 불리지만, 성충은 심장 뿐만아니라, 폐동맥에도 존재하며, 폐혈관과 폐조직에 손상을 주어 동물의 건강에 큰 영향을 끼친다.  때때로 성충은 우심에서 이동하여, 심하게 감염되는 경우 후대정맥까지 존재하게 된다. 심장사상충 감염은 숙주에게 심각한 질환을 야기하며, 울혈성 심부전으로 죽음에까지 이르게 만든다.

## 분포
심장사상충은 모기가 있는 모든 지역에서 거의 대부분 나타나고 있다. 미국전역(알래스카 포함)뿐만아니라 캐나다에서 따뜻한 지역에서도 발생한다. 남아메리카, 남유럽, 동남아시아, 중동, 호주, 한국, 일본에서도 나타난다.

## 감염과정

심장사상충의 생활사

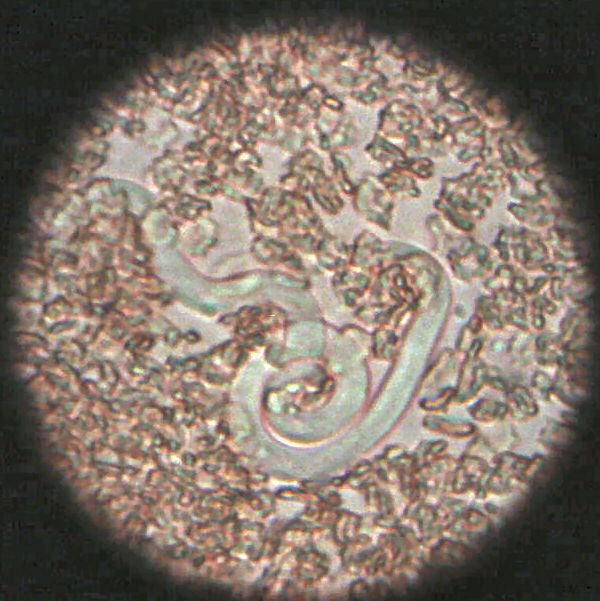
심장사상충 유충 (as seen at 400× magnification)

심장사상충은 숙주체내의 폐동맥에 감염되기전까지 여러단계의 생활사를 거치게 된다. 심장사상충은 생활사를 완료하기 위해 중간단계로 모기가 반드시 필요하다. 모기안에서 성장율은 온도에 의해 좌우되며, 27도 이상에서는 다음단계로 진행하는데, 약 2주간의 시간이 소요된다. 기온이 14도 이하가되면 성장이 멈추고, 생활사는 중지된다. 따라서 전염은 따뜻한 날씨에서 일어나게되고, 전염계절은 지역에 따라 다양하게 나타난다. 숙주가 모기에 물려서 감염이 시작된때부터 숙주의 심장내에서 성충으로 성숙되는데까지 6-7개월이 소요되며 이것을 충체잠복기라고 한다.
그러나 american heartworm society 2014년도 자료에 따르면, 심장사상충의 전염은 겨울시기에 멈추지만, 도시지역의 국지환경(도심의 빌딩이나 주차장같은 국지적 열섬현상)에 따라서 전염율이 0이 되지 않는다고 보고하고 있으며, 더군다나 모기의 종류중 성체로 겨울을 보내는 경우를 보인다고 발표했다. 반면에 모기 체내에 있는 유충은 낮은 온도에서 성숙이 멈추지만, 바로 따뜻해지는 경우 더 빨리 성숙을 재개한다.
감염후 모기 체내에 있는 3기유충(L3)은 모기안에서 1-2주 동안 성장하고, 모기가 숙주를 물었을 때 숙주의 피부밑에서 4기유충(L4)가 된다. 다음 흉부와 복부의 근육으로 이동하며, 감염후 45-60일경에 5기유충(L5, 미성숙성충)이 된다. 감염후 75-120일사이에 이 미성숙성충은 혈액내로 진입하여, 심장을 통해 폐동맥에 자리잡는다. 이후 3-4개월이 지나면, 크기가 커지게 되는데 암컷성충의 경우 약 30cm정도의 길이로 자라고, 수컷성충의 경우 23cm정도로 자란다. 감염후 7개월이 되면, 성충은 짝짓기를 하고, 암컷은 Microfilaria라는 유충을 낳는다.
다음 생활사로 진행하기 위해, 유충은 모기가 숙주를 흡혈하여 모기의 장내로 들어가기 전까지, 길게는 약 2년간 숙주의 혈액내를 떠돌아 다닌다. 모기가 혈액을 섭취했을 때 유충은 감염력있는 3기유충으로 진행하게 된다. 그후 다른 숙주를 감염시키기 위해서 모기의 침샘으로 이동한다. 유충이 다른 숙주를 감염시킬수 있는 단계까지의 성장하는 시간은 2주에서 6주까지인데 이것은 기후의 따뜻한 정도에 따라 다르며, 기온이 14도 이하로 내려가면 유충의 생활사는 정지하게 된다.

## 숙주
심장사상충의 숙주
- 개
- 고양이
- 늑대
- 코요테
- 여우
- 페럿
- 바다사자
- 아프리카 표범 (Panthera pardus pardus)[5]
- 인간 (rare)
- 비버
- 파충류

## 임상증상
성충으로 성숙하기 전인 6개월간의 충체잠복기 동안에는 개는 사상충 감염의 어떤 증거도 보이지 않는다. 그래서 현재 유충이나 항원을 검출하는 검사방법으로는 충체잠복기 상태에서 검출할 수 없다. 드물게 심장사상충이 원래 기생장소가 아닌 다른장소, 예를 들면, 눈, 뇌, 다리의 동맥으로 가게 되면, 실명, 경련, 파행 등의 증상을 보이게 된다. 하지만 일반적으로는 유충이 성숙하여 심장에 모일때까지 어떤 증상이나 질병을 보이지는 않는다.
많은 개에서 심장사상충이 성충으로 성장하더라도 무증상, 혹은 경미한 증상을 보인다. 이 경우 아주 약한 감염이거나 동물이 활동량이 적을 때 나타난다. 그러나 활동량이 많은 개이거나 감염이 좀 더 많이 일어난 경우 심장사상충질환의 대표적인 증상이 나타난다. 초기 증상은 기침, 특히 운동시에 기침이 더 심하게 나타나고 쉽게 지치는 모습을 보인다. 치료없이 더 진행되게 되면, 심한 체중감소, 졸도, 각혈, 마지막으로 울혈성 심부전으로 진행한다.

## Wolbachia
Wolbachia pipientis는 심장사상충의 내부공생 미생물이다. 모든 심장사상충은 어느정도 Wolbachia가 감염되어 있다고 추정하고 있다. 성충이나 유충이 죽을 때 조직내에 Wolbachia나 그와 관련된 단백물질을 분비한다고 연구에서 밝혀졌다. 이 과정은 고양이에서 더 중요하게 나타나는데, 살아있는 성충보다 유충, 성충이 죽을때, 더 질환과 관련이 있기 때문이다. 심장사상충 양성인 동물에서 doxycycline 같은 항생제를 투여하는 것이 Wolbachia를 사멸하는데 도움이 되지만, 더 연구가 필요한 부분이다.

## 진단
진단에는 3가지 방법이 있다
유충확인은 혈액내에서 현미경으로 유충을 확인하는 방법으로 과거에 가장 많이 사용하던 방법이며, 직접 혈액도말하거나 모세관을 원심분리후 백혈구연층을 확인하거나, modified Knot test, 미세여과방법 등 다양하다. 이 방법의 정확도는 여러 번 할수록 향상된다. modified Knot test나 미세여과방법은 유충의 수를 농축시키기 때문에 정확도가 더 증가한다. 혈액도말은 유충의 움직임을 확인하는 방법이다. 하지만 유충이 없는 감염 가능성이 5-67%로 다양하다. 돌아다니는 유충의 숫자가 성충의 수와 관련이 없기 때문에, 병의 중증도를 나타내지 않는다.
항원검사는 유충검사법을 보완하거나 대체하는 가장 일반적인 방법이다. 유충검사법과 성충 항원검사법의 조합은 diethylcarbamazine을 투약받거나 어떤 예방도 하지 않는 개에서 가장 유용한 방법이다. 감염된개의 1%정도가 유충검사에서는 양성이나 항원검사에서는 음성을 보인다 면역진단법 (ELISA, lateral flow immunoassay, rapid immunomigration techniques)은 숙주혈액내에서 심장사상충의 항원을 찾아내는 방법으로 현재 널리 사용되고 있다. 이 방법의 단점은 암컷 사상충의 생식기에서 발현되는 항원만을 찾을 수 있는 점이며, 감염후 첫 5-8개월간은 음성의 결과를 보일 수 있다. 이 검사의 특이도는 100%에 가까우며 민감도는 80%이상이다. 최근 연구에서는 한마리의 암컷 사상충 감염에서는 단 64%의 민감도를 보이지만, 암컷성충의 수가 많을수록 점점 민감도는 증가한다고 밝혔다(2마리에서 85%, 3마리에서 88%, 4마리에서 89%의 민감도를 보인다). 이 연구에서 정확도는 97%를 보였다. 위음성결과는 성충의 수가 적거나, 미성숙감염상태이거나, 수컷만 감염되었을 때 나타난다.
방사선촬영은 감염의 심각도와 예후를 판단하는데 이용한다. 전형적인 변화는 주폐동맥, 우심, 폐엽의 폐동맥 확장이다. 폐조직의 염증도 흔히 관찰된다.

## 치료
개에 있어서 심장사상충 치료의 최종목적은 임상증상을 개선시키고, 모든 단계의 심장사상충(유충, 감염유충, 미성숙성충, 성충)을 완전히 제거하고, 치료후 합병증을 최소화하는 것이다.
성충을 치료하기전에 개에서는 치료의 위험도를 평가하기 위해 심장, 간, 신장에 대한 검사가 반드시 이루어져야한다. 일반적으로 성충은 비소기반의 화합물로 사멸시킨다. 미국에서 주로 이용하는 약은 immiticide라는 상품명인 melarsomine dihydrochloride를 사용한다. 이 약은 이전에 사용하던 약물(thiacetarsamide sodium 상품명 caparsolate)보다 훨씬더 안전하고 부작용도 덜하며, 후기 감염시에도 좀더 안전하게 사용되고 있다.
치료후에 합병증없이 죽은 성충이 체내로 안전하게 흡수될수 있도록 수주간 휴식(운동제한)을 반드시 취해야 한다. 즉 개가 흥분상태시에 죽은 성충이 파괴되고 폐를 따라 이동하여, 호흡부전 및 사망에 이를 수 있기 때문이다. 미국 심장사상충협회에 따르면 개에서 아스피린 사용은 임상적 효능이 모호할뿐만아니라 부작용때문에 더 이상 권장하지 않는다. 아스피린은 심장사상충에 의한 혈전과 혈관손상을 감소시키기 위해 이전에 사용되곤 했다.
유충에 대한 치료도 별개로 이루어진다. 수주의 안정기가 지난이후 심장사상충 검사에서 음성이 나오는경우 치료가 완료되었다고 평가한다.
성충에 대한 수술적 제거 역시 지시되는 경우가 있는데 심장질환이 상당히 진행된 경우에 실시한다.
이버멕틴을 심장사상충 정상 예방용량의 3배를 매달, 1년 내내, 장기간 투약시에 심장사상충을 결국에는 사멸시킬수 있다. 그러나 이러한 성충 사멸망법은 2가지 이유때문에 추천하지 않는다. 첫째로 이 치료방법은 immiticide(melarsomine)보다 효과적이지 않다. 더욱 중요한 점은 18개월이 지난 성충은 죽지 않는다는 점이며, 그래서 다수감염인 개에서는 의미없는 방법이다. doxycycline을 매일 1년이상 투여하고, Heartgard plus를 1년넘게 처방하는 방법은 무증상의 초기 사상충 감염환자에서 효과가 있을 수도 있다.
하지만 위의 방법은 american heartworm society에서 추천하지 않는 방법이다. 위와 같은 이유, 즉 성충은 잘 죽지 않는다라는 점과 성충의 95% 사멸을 보이는 것도 2년이상 투여를 해야하며, 운동제한도 그보다 더 오랫동안 해야한다. 그 시간동안 감염은 지속되고, 질병은 악화된다. 또 한가지 이유는 이버멕틴에 내성을 보이는 심장사상충이 나타날 가능성이 크기 때문이다.

## 예방
심장사상충감염 예방은 수많은 수의약품중 하나로 할 수 있다. 미국에서 승인된 약품은 이버멕틴(상품명 heartgard, iverhart, 다른 카피약들), milbemycin(상품명 interceptor, Sentinel), moxidectin(상품명Proheart)가 있다. moxidectin은 6개월이나 12개월 간격으로 사용하는 서방형태의 주사제도 있는데 이것이 Proheart 6, Proheart 12이다. moxidectin 주사형은 2004년 안전성 문제로 판매가 중단되었는데, 2008년 새로운 성분조합인 Proheart 6은 FDA에서 시장판매를 허가했다. Proheart 6는 캐나다, 일본같은 여러나라에서 판매되고 있으며, Proheart 12는 호주, 아시아에서 널리 사용된다. 국소 예방약도 물론 사용되고 있다. advantage mult(imidacloprid + moxidectin) 국소도포제는 회충, 구충, 심장사상충, 편충뿐만아니라 imidacloprid에 의한 벼룩도 예방한다. Selamectin(Revolution)은 역시 매달 투약하는 국소도포제이다. 이 약 역시 벼룩, 진드기도 예방한다.
정기적으로 투약한다면 예방약은 아주 효과가 있으며, 심장사상충 감염을 개 고양이 모두 99% 예방한다. 예방에 실패하는 대부분의 경우는 전염기간 동안 적절한 약투약을 하지 않기 때문이다. 연중 14도 이상인 지역은 지속적으로 예방이 추천된다.
이버멕틴 계열의 약을 실수로 빼먹더라도 그전에 일정간격으로 꾸준히 예방을 한 경우라면  최대 4개월까지 유충이 성충으로 성숙하는 것에 대한 억제력을 95%정도 보이는데, 이것을 reach-back effect라고 한다. 년 1회 검사는 보호자가 최소용량 투약 스케줄을 선택한경우 필수적이다.
고양이에 대한 심장사상충 예방은 이버멕틴(Heartgard for cat),  milbemycin (Interceptor), selamectin (Revolution for Cats), Advantage Multi (imidacloprid + moxidectin) 국소도포제가 있다.
미국심장사상충협회(American heartworm society)에서 권장하는 예방법은 개와 고양이에 상관없이, 지역에 상관없이, 매달(year-round)예방하고 1년에 1회 심장사상충 검사를 하는 것이다.
심장사상충 예방은 생후 6개월이후부터 한달에 한번 정기적으로 심장사상충 예방약을 투약한다면 예방이 가능하며, 대표적인 심장사상충 예방약으로는 넥스가드 스펙트라, 하트세이버, 하트가드가 있으며, 대한민국 3대 심장사상충 예방약으로 불린다. 심장사상충 예방약은 동물용의약품으로 구분되어 약국 또는 동물병원에서만 구매가 가능하다. 
심장사상충 예방약 가격은 약국, 동물병원 마다 상이하나, 넥스가드 스펙트라는 5만원내외, 하트세이버는 2만2천원내외, 하트가드는 3만2천원내외이다. 하트세이버는 우수동물용의약품 제조(KVGMP) 기업 중앙바이오텍에서 생산 공급하고, 넥스가드 스펙트라, 하트가드는 한국베링거인겔하임이 공급한다. 

## 고양이 심장사상충 증
개가 심장사상충의 자연숙주이지만, 고양이는 비정형 숙주이다. 이것때문에 개와 고양이 심장사상충증의 차이가 나타난다. 심장사상충 유충의 많은 수가 개에서와 다르게 고양이 체내에서 살아남지못하고, 일반적 감염되는 성충수도 2-5마리이다. 심장사상충의 생존기간은 2-3년으로 고양이에서는 개보다 짧고, 고양이에서 대부분 감염은 유충 순환을 하지 않는다. 고양이 역시 심장사상충 유충의 이소기생이 더 잘 나타나며, 그 결과로 뇌나, 체강으로의 감염이 나타난다.
감염율은 주요 발생지역에서 개에서보다 1-5%이다. 집에 살거나 밖에 사는 고양이 모두 감염된다.
하지만 이러한 발생율은 고양이 특유의 진단적인 한계, 일시적이거나 가벼운 임상증상, 감염을 확인하기 전에 폐사하는 질병의 경과 등을 고려할 때 낮게 측정된 수치이다. 실예로 보호소에서 심장사상충 예방을 하지 않은 고양이를 부검만으로 확인하였을 때 같은 보호소에서 역시 같은 조건하의 개에서 비교할 때 성충확인율은 개의 성충확인율의 5~15%를 보인다.

### 병인론
L5 유충이 폐동맥에 침입했을 때 고양이에서 나타나는 혈관질환은 개에서보다 더 심각하게 발현한다. 이 염증반응과 관련된 질환을 고양이에서 심장사상충에 의한 호흡기질환 HARD(heartworm-associated repiratory disease)라고 정의한다. HARD는 초기 감염후 3-4개월에 나타날 수 있으며 혈관내에 L5가 출현함에 의해서 발생한다. 폐혈관과 폐에 일련의 염증반응은 흔하게 고양이 천식이나 알러지성 기관지염으로 오진할 수 있다.
죽은 유충, 성충으로 인해 생기는 혈전으로 인한 폐동맥 폐색은 개에서보다 치명적인데 이것은 고양이의 방계순환과 폐혈관이 개보다 적기 때문이다.

### 증상
고양이의 급성 심장사상충증은 쇼크, 구토, 설사, 졸도, 급사이다. 만성 감염은 식욕감퇴, 체중저하, 무기력, 운동불내성, 기침, 호흡곤란이다. HARD의 증상은 심장사상충 감염이 완전히 사라져도 남아있을 수 있다.

### 진단
고양이 심장사상충 진단은 어렵다. 개의 경우처럼, 심장사상충 항원에 대한 ELISA 검사 양성은 감염 가능성을 아주 크게 나타내지만, 양성 항원반응은 암컷 성충의 수에 의존한다. 만약에 한마리의 수컷 성충이 있는 경우 검사는 음성이다. 만약 암컷 성충이 있더라도 감염후 7-8개월후에 양성반응이 나타난다. 그러므로 고양이는 양성검사가 나타나기 전에 임상증상이 나타난다. HARD는 성충으로 발전되지 않은 고양이에서도 나타날 수 있기 때문에 양성 항원반응이 없을 수도 있다.
항체검사 역시 고양이 심장사상충 감염에서 사용가능하다. 사상충에 감염된 적이 있는 경우라면 양성이 나타나며, 감염이 완전히 제거된 고양이에서도 3개월까지는 양성반응이 된다. 항체검사는 항원검사보다 민감도가 더 높지만, 성충감염의 직접적 증거를 제공하지는 않는다. 그러나 이전 감염 진단에 대해 고려해볼 수 있기 때문에 HARD진단에는 도움이 된다.
방사선검사시 폐동맥의 너비 증가, 폐의 국소 혹은 미만성 방사선 비투과도 증가를 보인다. 심장초음파는 고양이에서 매우 민감도 높은 검사이다. 심장사상충은 심장 혹은 폐동맥내에서 두줄의 고에코성 구조물로 나타난다.

### 치료 및 예방
개의 경우처럼 비소화합물이 고양이 성충치료에 사용되고 있지만, 폐의 염증반응이 더 심하게 나타난다. 많은 수의 고양이가 치료후 수일내에 폐색전증이 나타난다. melasormine의 효과는 고양이에서 연구가 그렇게 많지 않으며, 성충치료는 추천되지 않고, 미국에서는 고양이에 사용하기 위한 어떤 성충치료제도 승인되지 않았다.
치료는 일반적으로 매달 심장사상충 예방약을 적용하고 짧은기간 스테로이드를 병용하는 것이다. 수술은 성충제거에 효과적으로 사용한다. 고양이에 대해서 미국에서 허가된 약은 3가지이다. 이버멕틴, milbemycin, selamectin이다. 고양이 심장사상충증의 예후는 아주 안 좋다.

## 인간의 건강에 대한 고려사항

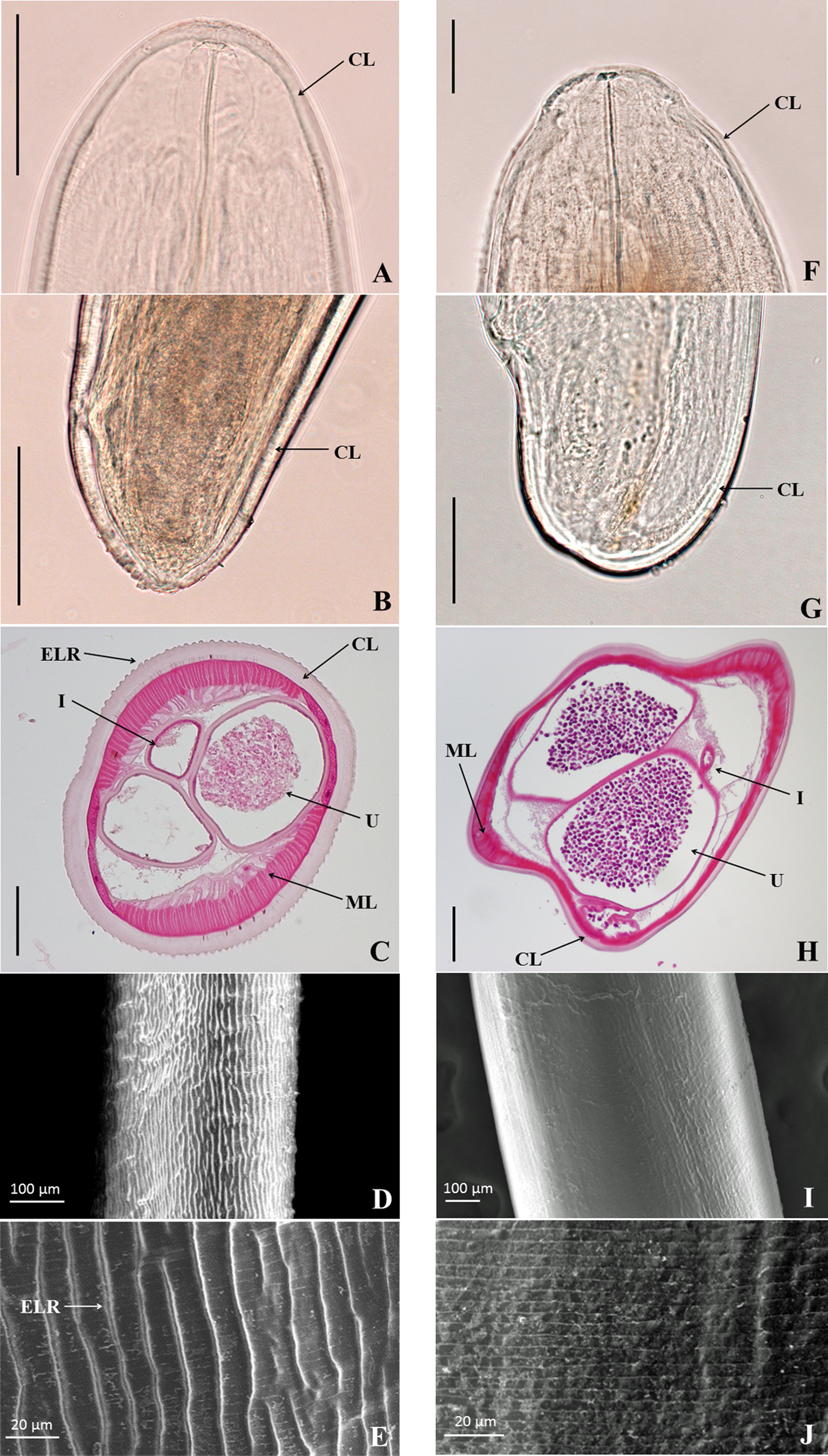
Dirofilaria repens (좌측, 사람) 과 Dirofilaria immitis (우측, 개)의 비교

개의 심장사상충증은 공공보건과 관련하여 무시해도 좋을 정도이다. 사람으로 감염되는 경우가 흔하지 않기 때문이다. 더군다나 사람으로의 감염은, 드물게 호흡기질환이 나타나는 경우가 있지만, 보통 미치는 영향이 없거나 아주 미미하다. 그러나 심장사상충이 사람의 폐에 도착해서 급작스럽게 죽는경우, 이 사상충을 죽이고 흡수하기 위해 주변을 둘러싸는 육아종을 형성하기도 한다. 감염된 사람의 폐에 생긴 육아종의 방사선사진을 보면, 폐암과 비슷할 정도로 크게 보이게 되고, 병리학적 검사를 위해 생검이 필요하다. 이러한 점이 개의 사상충보다 사람의 감염에서 나타나는 의학적 결과이다.
예전에 미국 남동부에 있던 많은 케이스에서, 개의 심장사상충이 사람의 눈으로 감염된다라고 생각했던 적이 있다. 하지만 이 경우들은 너구리의 기생충인 Dirofilaria tenuis로 밝혀졌다. 수백건의 사람의 피하 감염이 유럽에서 보고 되었는데, 이것 역시 개의 심장사상충이 아닌 비슷한 종류의 Dirofilaria repens로 밝혀졌다.

### American Heartworm Society
- American Heartworm Society Founded in 1974, the American Heartworm Society is internationally recognized as the definitive authority with respect to heartworm disease in dogs and cats.

### 리소스
- Preventing Heartworm Infection in Dogs (VeterinaryPartner.com)
- Overview and main concepts of Dirofilaria immitis (heartworm) infection (MetaPathogen.com)
- Mosquito-borne Dog Heartworm Disease (University of Florida Extension Bulletin)
- Case Study of Canine Heartworm Disease (from the University of California, Davis)
- Case Study of Feline Heartworm Disease (from the University of California, Davis)
- Case Study of Canine Heartworm Disease (from the University of California, Davis)
- Heart Worm Medicine for Dogs
- Heartworm in Europe (From Clinica Veterinaria Pet Vet Kamu)
- Seasonal Timing Schedule for Heartworm Prevention